# Celsus z Vercelli
Celsus (Celsius, Celius) z Vercelli (ur. 611, zm. 13 kwietnia ok. 660) – 28. biskup Vercelli, święty Kościoła katolickiego.
Niewiele wiadomo o świętym: rok urodzenia podaje zachowane epitafium i był biskupem w Vercelli. Niektórzy autorzy wskazują jego pontyfikat na 665 rok, ale nie znajduje to uzasadnienia w źródłach.
Jego wspomnienie liturgiczne obchodzone jest tradycyjnie w dzienną pamiątkę śmierci.